# 大怪獣バトル
『大怪獣バトル』（だいかいじゅうバトル）は、『大怪獣バトル ULTRA MONSTERS』（だいかいじゅうバトル ウルトラモンスターズ）をはじめとするメディアミックス作品。

## 作品一覧
ゲーム作品
『大怪獣バトル ULTRA MONSTERS』
データカードダスゲーム。
『大怪獣バトル ウルトラコロシアム』
Wiiゲームソフト。『ウルトラギャラクシー大怪獣バトル』から四半世紀後であり、『ULTRA MONSTERS』または『ウルトラアドベンチャー』との間に入る世界。
映像作品
『ウルトラギャラクシー大怪獣バトル』
テレビシリーズ。『大怪獣バトル ULTRA MONSTERS』を題材とした作品。
『ウルトラギャラクシー大怪獣バトル NEVER ENDING ODYSSEY』
テレビシリーズ。『ウルトラギャラクシー大怪獣バトル』の続編。
『大怪獣バトル ウルトラ銀河伝説 THE MOVIE』
劇場公開作品。『ウルトラギャラクシー大怪獣バトル NEVER ENDING ODYSSEY』の続編。
『ウルトラ銀河伝説外伝 ウルトラマンゼロVSダークロプスゼロ』
OV作品。『大怪獣バトル ウルトラ銀河伝説 THE MOVIE』の後日談で、映画『ウルトラマンゼロ THE MOVIE 超決戦!ベリアル銀河帝国』の前日談。
『ウルトラマンゼロ外伝 キラー ザ ビートスター』
OV作品。『ウルトラマンゼロ THE MOVIE 超決戦!ベリアル銀河帝国』の後日談。
漫画作品
『大怪獣バトル ウルトラアドベンチャー』
『ULTRA MONSTERS』を原作とした漫画作品。『ウルトラギャラクシー大怪獣バトル』から半世紀後の世界。

## 世界観
当シリーズの舞台となるのは、かつてM78星雲のウルトラマンたちが活躍した『ウルトラマン』（ウルトラマンたちが登場しない前作『ウルトラQ』も含む）から『ウルトラマンメビウス』までの世界（後年においては便宜上、「M78世界」や「M78ワールド」などと呼称される）のはるかな未来において「ギャラクシークライシス」と呼ばれる事件（詳細は劇中では描かれていない）が発生し、同世界も含むさまざまな並行世界から時空を超えて怪獣たちが出現した世界である。この事件が、当シリーズにおいて昭和から平成まですべてのウルトラシリーズの怪獣やウルトラマンが同一の世界に存在している理由となっている。
当シリーズ発表以降の各種媒体やニュージェネレーションヒーローズなどの新世代ウルトラシリーズでは、ギャラクシークライシスからさらにはるかな未来（ただし、各並行世界によって年代は異なる）の出来事が描かれている。

## 用語
レイオニクス
レイブラッド星人の遺伝子を持つ者が何らかのきっかけで覚醒し、バトルナイザーで怪獣を操る能力を得た者の通称。レイブラッドの血の衝動による高い闘争本能を持ち、レイブラッド星人の後継者を賭けてお互いに戦い合う、「レイオニクスバトル」を繰り広げる宿命にある。
ある一定以上のレベルに達すると、怪獣とリンクすることで命と痛みを共有し、操る怪獣のダメージが自分にも伝わる「真のレイオニクスバトル」を行えるようになる。通常のレイオニクスバトルならば怪獣を倒され敗北しても戦いから脱落する以外のデメリットはないが、「真のレイオニクスバトル」においては敗北＝死となる。さらに『第二覚醒』と呼ばれる新たな段階が始まると使役怪獣の更なる進化を促し、極稀にレイブラッド星人に酷似した姿に変身できる者もいる。
ただし、『NEO』第7話においてレイオニクスか怪獣のいずれかが双方を繋ぐリンクを断ち切ることによってレイオニクスが敗北による死を免れることも可能なことが判明している。
バトルナイザー
レイオニクスが持つ怪獣を召喚、回収することができるアイテム。底部のスキャナーで内部に収納された怪獣のデータカードを読み取ることで怪獣を召喚実体化（モンスロード）する。基本的に白と青のカラーリングで、ケイトが持っていたものは白の部分が黒に変更されたカラーリングである。後にクマノの解析によりナノマシンと有機体で構成されたハイブリッドであることが判明した。内部に収容された怪獣は、内部の空間で戦闘におけるダメージをデータ修復する。『ウルトラアドベンチャー』や『ウルトラコロシアム』では怪獣や危険の探知機能も見せている。
- デザインはプレックスの新田康弘が担当した。当初はデータカードダスの連動商品として企画され、映像化にあたっては別デザインとすることも検討されたが、世界観の統一が図られた。

ネオバトルナイザー
ナノマシンと有機体のハイブリッドであるバトルナイザーが成長し、形状が変化した進化形態。持ち主のレイオニクスが完全なる第二覚醒に辿り着いたことで呼応して進化変形した。
- デザインは、カードダスでのレイブラッド星人のシンボルマークを基にしている。

ギャラクシークライシス
かつて本作品の黒幕であるレイブラッド星人がブルトンを使って、時空を超えて異世界から様々な怪獣を宇宙規模で召喚し、発足間もないZAP SPACYや同じく時空を超えて現れたウルトラマンたちにより対処されたという事件。

## ZAP SPACY
ZAPは「Zata Astromical Pioneers」の略称。地球から怪獣が絶滅した宇宙開拓時代を迎えた近未来でテラフォーミングに適した知的生命体のいない惑星を捜索して、新たな人類の故郷とすることが最大の目的で、そのエネルギー資源の採掘やレスキュー活動、惑星開拓支援や物資の輸送などのスペースミッションを目的に結成された宇宙規模の組織。そのため、戦闘を目的としていない。ボリスやアヴァル、ブラムなど数多くの惑星に開拓惑星支部と関連施設を持つ。

### 隊員装備
ZAPスーツ
クルーが常時着用するブルーとグレーを基調とした隊員服で、未開拓惑星や宇宙空間などの過酷な環境にも耐えられる。
- デザインは酉澤安施が担当した。プロデューサーからは作業服のイメージと要望された。デザインは最初に提出されたものがほぼ決定稿となったが、配色は難航し数十パターンが検討された。酉澤はオレンジを推していたが、最終的にはスペースペンドラゴンと同じブルーをメインカラーとしたものになった。
- 撮影用衣裳は、イベント用スタッフジャンパーとする案が存在していたため、従来のシリーズでの定番であったレザーではなく布製となった。

ZAPジャケット
宇宙輸送船外や、過酷な環境の未開拓惑星内での任務などに当たる際にスーツの上に羽織るグレーのマルチジャケットで、耐熱・耐寒性に優れる。宇宙船のパイロットスーツとしても用いられる。
ZAPブーツ
スーツと同様に常時着用する専用靴。荒れ地や岩場などを歩いても破れず、弾丸をも跳ね返し、高熱火炎でも溶けないなど高い耐久性を持つ。
ZAPメット
ZAP SPACYが採用している強化ヘルメット。鉄塊や岩石が直撃しても損傷しないほど頑丈で、通信機も内蔵されている。
- デザインでは、従来のシリーズではバイザーを上下する回数が少ないことから着脱式とすることが提案され、最終的にはバイザーをオミットすることとなった。

リサーチシーバー
ZAP SPACYのクルーが通信・調査・記録・分析などに使用する小型携帯端末。半径100m以内の生命反応を検知するバイオセンサーやビデオカメラ機能も備わっている。
- 『ウルトラマンメビウス』のメモリーディスプレイをリペイントしている。

ハンディコンピューター（オキのノート型端末）
オキが所持している高性能ノートパソコン型携帯端末。過去に地球に出現した数多くの怪獣やウルトラ戦士の戦力・能力データが蓄積されている。
- 当初は、怪獣カードのホルダーという設定であった。

トライガンナー
スペースベンドラゴンに保管されていたエネルギー弾を連射する小型万能銃。本作品は怪獣が存在しない時代なので船長の所持許可がないと携行できず、パスワード付きのロックがかけられた保管庫に保管されていたが、非常事態ということでヒュウガの手で解除された。
- 『ウルトラマンガイア』のジェクターガンをリペイントしている。

認識票
各施設で使用される、クルーたちの身分や所属先が記されたカード。

### メカニック
スペースペンドラゴン
ZAP SPACY所属のスペースミッション用の大型宇宙輸送船。動力源として強力なオメガジェネレーターを搭載し、エンジンは『ウルトラマンダイナ』に登場したネオマキシマを利用した「ネオマキシマ･ドライブ」を使用しているため、極めて長い航続距離を誇り、テラフォーミングに適した惑星を開拓する。船体下部に折り畳み式カーゴユニットとレーザーネットシステムを持ち、惑星間の物資運搬任務などを主とする。そのため、長期での航行にも耐えられるように個室や医務室、トレーニングルーム（明確には描かれていないが、無印第1話でクマノが利用していた）も設置されている。元は対怪獣用の戦艦であり、宇宙空間での障害物除去用のワイバーンミサイル、対アステロイド砲で武装しているうえ、船首部分にはその名残であるハイパーオメガ砲の砲塔が残されていたが、第6話でクマノによってハイパーオメガ砲が復活させられ、リトラとの共闘でガンQを倒した（その際に砲身は修復不可能となった）。船首と船体上部には、2機の万能小型スピーダードラゴンスピーダーを搭載している。
『NEO』ではダイルが召喚したペダン星人の無人宇宙ドックにおいてスペースペンドラゴン（PD-MOD（））に強化改造され、大幅に攻撃力が強化された対アステロイド砲とワイバーンミサイルの一斉射撃は、ベムスターにダメージを与えて逃走させるほどの威力を持つ。また、ハイパーオメガ砲が搭載されていた機体上部に搭載されたペダニウムランチャーは、ベムスターを小惑星ごと粉砕する威力を誇るが、ペンドラゴンは戦闘艦ではないという信念を持つクルーによって封印され、それ以降はヒュウガのZAPカードによる認証でのみしか使用できないようになった。
その後、キングジョーブラックの大軍に苦戦するレイを助けるためにヒュウガが封印を解き、一撃でキングジョーブラックを殲滅してレイオニクス討伐部隊に撤退せざるを得ないほどの大損害を与えた。最終決戦でも使用され、レイブラッド星人が憑依したアーマードダークネスに大きなダメージを与えた。後日談に当たる『大怪獣バトル ウルトラ銀河伝説 THE MOVIE』でも、ベリュドラを倒すために他のウルトラ戦士たちやEXゴモラの必殺技とともに使用している。
『大怪獣バトル ウルトラコロシアム』では、プレイヤーの船として後継機「スペースペンドラゴンMk-II」が登場する。
- デザインはプレックスの新田康弘が担当した。当初はデータカードダス版の連動商品として企画され、その後にテレビシリーズの制作決定に伴って本格的なデザインが行われた。カーゴの装着を前提とし、あえて「野暮ったさ」を追求している。ブースターが展開して着陸脚となる案も存在した。『NEO』では様々な強化案が検討されたが、怪獣の戦いを中心とした作品には不向きとして不採用となった。
- コックピットのセットは『ウルトラマンメビウス』のイカヅチのものを流用している。その後、『ウルトラ銀河伝説』でも汚しやディテールアップなどの改修を施し、流用している。

ドラゴンスピーダー
スペースペンドラゴンに搭載されている複座式の万能小型スピーダー。2機存在し、船首部のものをドラゴンスピーダーα（アルファ）、機体上部の尾翼部のものをドラゴンスピーダーβ（ベータ）と呼称している。機体先端にビーム砲を装備。機動性も高く、牽制攻撃などに使用される。
- コックピットのセットは『ウルトラマンメビウス』のガンスピーダーのものを流用している。当時、福島空港に展示されていたものを日活撮影所へ持ち込んで撮影に用いた後、福島空港へ戻された。

ゴースタードラゴン
スペースペンドラゴンと同型艦の大型宇宙輸送船。ヒロキが船長を務める。ペンドラゴンの基本カラーが青に対し、こちらは赤である。
『ギャラクシー』終盤でヴィンセント島に不時着後はペンドラゴンと合流して惑星ボリスを脱出した後、クルーと生存者は他の艦「モリガン」に移って地球に戻り、この艦はZAP宇宙基地で修理を受けていた。
『NEO』ではダイルの襲撃で宇宙基地が爆発する際にレイとヒュウガが脱出に用いたが、ワームホールに囚われて惑星ハマーに墜落した結果、完全に航行が不能になるほど損傷してしまい、ペンドラゴンが到着した後は本機に搭載していた物資はペンドラゴンへ移され、本機はそのままハマーに放棄された。
救援部隊の宇宙船
スペースペンドラゴンと同型の大型宇宙船（そのうちの一機「宇宙船トリスタン」は名前のみ第1話に登場）。第12話で生存者を救出するために惑星ボリスを訪れるが、キングジョーブラックに迎撃されて全隻とも破壊された。基本カラーは黄。
シースタードラゴン
なりきりムービー『ウルトラマンゼロ THE NEW HERO LEGEND』に登場した訓練機。スペースペンドラゴンと同型で、機体色は黄色。